# Olympia-Sportkomplex Athen
Der Olympia-Sportkomplex Athen (griechisch Ολυμπιακό Αθλητικό Κέντρο Αθηνών »Σπύρος Λούης« Olymbiako Athlitiko Kendro Athinon „Spyros Louis“) auch kurz OAKA, ist eine Sportstätte im Athener Vorort Marousi. Diese wurde 1982 in Betrieb genommen und seit den 1990er Jahren ausgebaut. Der Komplex besteht aus fünf verschiedenen Wettkampfstätten sowie diversen Wirtschaftsgebäuden. Geprägt wird er durch die 1999–2004 für die Olympischen Sommerspiele 2004 errichteten Bauten des spanischen Architekten Santiago Calatrava.
Die Sportstätte trägt offiziell den Namen von Spyridon „Spyros“ Louis, dem Sieger des ersten olympischen Marathonlaufs der Moderne (1896), da dieser in der Gemeinde, auf der sich das Stadion befindet, geboren wurde.

## Lage
Der Komplex befindet sich in Marousi, zehn Kilometer nordöstlich des Stadtzentrums von Athen. Erschlossen ist dieser durch die Linie 1 der Metro Athen (Station Irini). In unmittelbarer Nähe befindet sich das Einkaufszentrum The Mall sowie ein Stück weiter das Luxus-Label-Einkaufszentrum Golden Mall (ehem. olympisches Pressezentrum) und das private Krankenhaus IASO.

## Bauten

### Zentrales Olympiastadion

Olympiastadion, Athen

Bis zu seiner Fertigstellung wurde das Panathinaiko-Stadion (nicht zu verwechseln mit dem des gleichnamigen Fußballvereins) für Großveranstaltungen genutzt. Eine Machbarkeitsstudie für ein neues Stadion wurde 1978 von Weidleplan (heute: wpm/dornier) erstellt, die später auch die Umsetzung des Baus betreute. Die Architekten waren H. Stalhout, Fr. Herre und Dimitris Andrikopoulos. Markantes Zeichen des im Stil des Brutalismus entworfenen Gebäudes waren die schrägen Lichtmasten aus Sichtbeton. Die Bauarbeiten begannen am 7. Januar 1980 und dauerten bis zum September 1982 an. Ursprünglich war geplant, dieses Stadion unverändert für die Olympischen Spiele zu nutzen, was auf Widerstände des IOC stieß.
Vor den Olympischen Spielen wurde das Stadion vollständig umgebaut und modernisiert; die Kosten dafür beliefen sich auf 156 Millionen Euro. Die Lichtmasten wurden abgerissen, und das Stadion erhielt ein 17.000 Tonnen schweres und vom spanischen Architekten Santiago Calatrava entworfenes Dach aus Polykarbonatscheiben. Dieses mit 25.000 m² größte Polykarbonatdach der Welt wurde kurz vor der offiziellen Wiedereröffnung am 30. Juli 2004 fertiggestellt und bedeckt insgesamt 95 % der Sitzplätze. Die Bögen der Dachkonstruktion haben eine Länge von jeweils 304 Metern sowie an ihrer Mitte eine Maximalhöhe von 72 Metern. Betrug die Zuschauerkapazität vor den Modernisierungsarbeiten noch 74.767, wird sie heute mit 71.030 Sitzplätzen angegeben.
Während der Olympischen Spiele fanden hier neben der Eröffnungs- und der Schlussfeier die Leichtathletik-Wettkämpfe sowie das Endspiel des Fußballturniers der Männer statt. Bereits zuvor war das Olympiastadion regelmäßig Austragungsstätte von bedeutenden nationalen sowie internationalen Sportveranstaltungen. Die dabei herausragendsten Events waren:
- Leichtathletik-Europameisterschaften 1982
- Fußball-Finale im Europapokal der Landesmeister 1982/83 zwischen dem Hamburger SV und Juventus Turin (1:0)
- Leichtathletik-Juniorenweltmeisterschaften 1986
- Fußball-Finale im Europapokal der Pokalsieger 1986/87 zwischen Ajax Amsterdam und dem 1. FC Lokomotive Leipzig (1:0)
- Fußball-Finale der UEFA Champions League 1993/94 zwischen dem AC Mailand und dem FC Barcelona (4:0)
- Leichtathletik-Weltmeisterschaften 1997
- Fußball-Finale der UEFA Champions League 2006/07 zwischen dem FC Liverpool und dem AC Mailand (1:2)

Darüber hinaus trug im OAKA die griechische Fußballnationalmannschaft einen Großteil ihrer Spiele aus. Momentan wird das Stadion vom Fußballverein AEK Athen genutzt.
Zuschauerrekord: 74.473 (Panathinaikos Athen – ΑΕΚ Athen, Halbfinale im griechischen Vereinspokal 1986).

### Wassersportzentrum
Das 1991 errichtete Wassersportzentrum (Olympic Aquatic Centre) besteht aus drei Becken. Zwei der Becken befinden sich im Freien, eines ist überdacht. Im größeren Außenbecken (Zuschauerkapazität 11.500) fanden die Wettkämpfe im Schwimmen und Wasserball statt. Rund um das kleinere Außenbecken, dem Austragungsort des Synchronschwimmens und der Wasserball-Vorrundenspiele, hatten 5300 Zuschauer Platz. In der Halle (6200 Zuschauer) wurden die Wettkämpfe im Wasserspringen und die Vorrunde im Wasserball ausgetragen. Die Gesamtkosten betrugen 21 Millionen Euro.
Vor den Olympischen Spielen sorgte das größere Außenbecken für Negativschlagzeilen. Ursprünglich war der Bau eines Daches vorgesehen, um Athleten und Zuschauer vor der Sonneneinstrahlung zu schützen. Dieses Dach wurde jedoch nicht gebaut. Offiziell gab man Zeitgründe an, es wurde jedoch über eine Streichung aus Kostengründen spekuliert. Das Zentrum wurde Ende 2003 fertiggestellt und am 30. Juli 2004 offiziell eröffnet.

### Olympiahalle

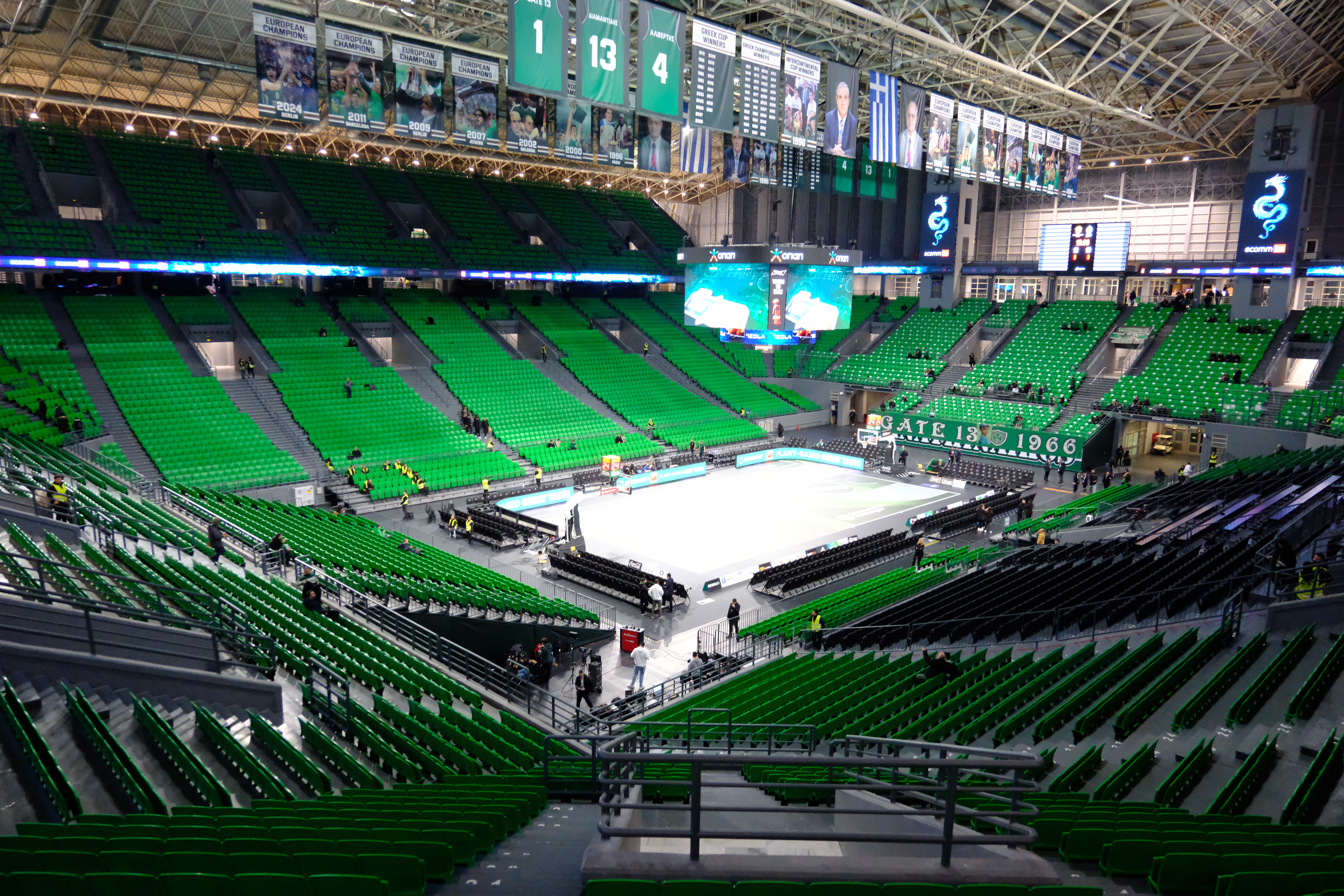
Innenaufnahme der Olympiahalle

Die bereits 1995 errichtete Olympiahalle (offiziell als Olympic Indoor Hall bezeichnet) war die größte Sporthalle während der Olympischen Spiele und gehört zu den größten ihrer Art in Europa. Hier fanden die Wettkämpfe im Gerätturnen und Trampolinturnen sowie die Finalbegegnungen im Basketball statt. Die Halle kann je nach Sportart unterschiedlich viele Zuschauer aufnehmen (17.500 beim Kunstturnen und Trampolinspringen, 19.250 bei Basketballspielen). Während der Olympischen Spiele war die Zuschauerkapazität jedoch auf 12.000 beschränkt. Die Modernisierungsarbeiten, die fünf Millionen Euro in Anspruch nahmen, wurden am 30. Juli 2004 beendet, die offizielle Neueröffnung erfolgte am 10. August.
Trotz ihres noch jungen Alters hat die Athener Olympiahalle bereits einige bedeutende Großereignisse vorzuweisen, die bereits vor den Olympischen Spielen in ihr ausgetragen wurden. So waren dies unter anderem die Basketball-U21-Weltmeisterschaft 1995, die Basketball-Europameisterschaft 1995 sowie die Basketball-Weltmeisterschaft 1998.
Am 20. Mai 2006 wurde der Eurovision Song Contest in der Olympiahalle ausgetragen. 2007 war die Olympiahalle Gastgeber für das Final Four Turnier der EuroLeague.

Derzeit wird die Olympiahalle durch die Basketballmannschaft von Panathinaikos Athen genutzt, die dort ihre Heimspiele austrägt.

### Velodrom

Velodrom, Radrennbahn aus Afzeliaholz

Im Velodrom (Olympic Velodrome) fanden die Wettkämpfe im Bahnradsport statt. Die Zuschauerkapazität beträgt 5250, wurde jedoch während der Olympischen Spiele auf 3000 beschränkt. Das Stadion besitzt eine aufwändige Dachkonstruktion, die von Santiago Calatrava entworfen wurde. Die aus Afzeliaholz bestehende Radbahn ist 250 Meter lang und 7,5 Meter breit. Abschluss der Bauarbeiten war am 30. Mai 2004, die Eröffnung erfolgte am 30. Juli.

### Tenniszentrum

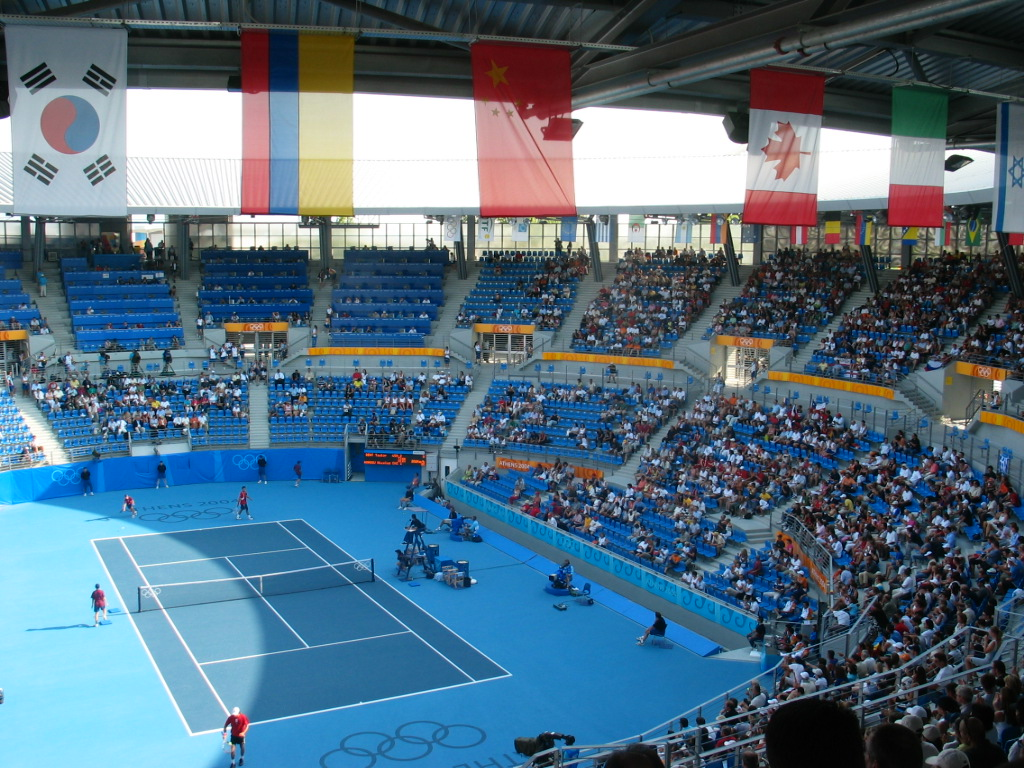
Tennisstadion (Main Court) in Athen

Das Tenniszentrum (Olympic Tennis Centre) ist eine Anlage bestehend aus 16 Tennisplätzen mit Hartbelag. Der Hauptplatz, Main Court genannt, besitzt eine Kapazität von 8600 Zuschauern (während der Olympischen Spiele auf 6000 beschränkt). Die zwei Halbfinalplätze bieten Platz für je 4300 Zuschauer (während der Olympischen Spiele auf 3200 beschränkt). Daneben gibt es 13 Nebenplätze für je 200 Zuschauer. Das Zentrum wurde im Februar 2004 fertiggestellt und am 2. August 2004 offiziell eröffnet.

## Detailfotos und Abbildungen weiterer Bauten im Komplex

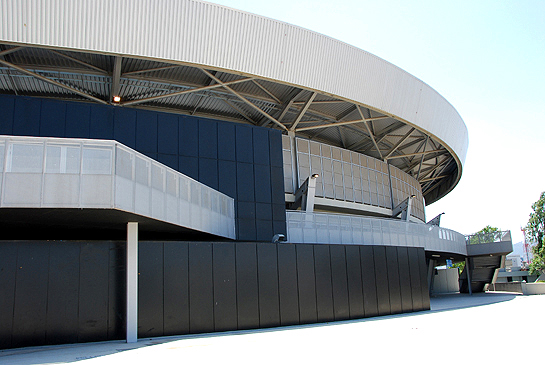
Teil des Tenniszentrums
Außenansicht des Velodroms